# 白通湯
白通湯、白通加豬膽汁湯，出自《傷寒雜病論》。

## 主治
- 少陰病下利，白通湯主之。
- 少陰病下利，厥逆無脈，乾嘔煩者，白通加豬膽汁湯主之[1]。